# Death and All His Friends
"Death and All His Friends" é uma canção da banda inglesa de rock alternativo Coldplay. Foi escrita por todos os membros da banda para o seu quarto álbum de estúdio, Viva la Vida or Death and All His Friends. A canção começa com Chris Martin cantando baixinho acompanhado de um piano até se transformar em um som exaltado, com um piano forte, carrilhão guitarras, e um coral registrado em uma galeria de arte em Barcelona. Uma faixa divide a décima faixa com "Death and All His Friends", elevando o comprimento da faixa até mais de seis minutos.
A versão ao vivo de "Death and All His Friends" foi incluída no álbum ao vivo da banda lançado em 2009 LeftRightLeftRightLeft.

## Escrita e composição
A "metade silenciosa" foi originalmente uma canção separada chamada "School". Ela foi inicialmente concebido para ser uma introdução para outra canção do Coldplay intitulada "Rainy Day" que mais tarde foi incluída no Prospekt's March EP. No entanto, "School" acabou sendo finalmente retrabalhada para fazer parte de "Death and All His Friends".
O vocalista Chris Martin também revelou em uma entrevista para a MTV que o nome da canção era o tema do álbum, ele disse: "Estamos cientes de todas as coisas ruins na vida, você sabe, mas isso não significa que você deve ceder às coisas ruins, entendeu? Assim, cantamos esse refrão realmente alto, como uma espécie de mensagem para nós mesmos: nunca desistir e nunca focar somente em coisas ruins."
Enquanto a banda estava trabalhando na canção, o produtor Brian Eno foi o mais obcecado em terminá-lo, até criando o verso: "I don't want a cycle of recycled revenge".
A canção foi gravada em vários lugares diferentes ao redor do mundo, como Barcelona, Londres e Nova Iorque, levando vários meses para ser finalizado.

## Desempenho nas paradas musicais
| Parada (2008)                             | Melhor posição |
| ----------------------------------------- | -------------- |
| Reino Unido (The Official Charts Company) | 183            |
| Suécia (Sverigetopplistan)                | 50             |